# Refugi Estanys de la Pera
El Refugi Estanys de la Pera és un refugi de muntanya de la FEEC, situat a 2.357 m, sobre l'estany Inferior de la Pera dins el terme municipal de Lles, a la Cerdanya.

## Accessos
Els pobles més propers són Arànser, situat a 3:15 hores, i Lles, situat a 3:30h, si el recorregut es fa a peu. El refugi més proper és el refugi Cap del Rec (2 hores).
L'accés amb vehicle es fa per pista, des d'Arànser o Lles, fins a la font de les Pollineres, d'allà hi ha mitja hora a peu fins al refugi.

## Ascensions i travessies
Tossa Plana de Lles (2.916 m.), La Muga (2.860 m.). Els camins de llarg recorregut GR 10 i GR 11 passen per aquest refugi.